# Angy Fernández

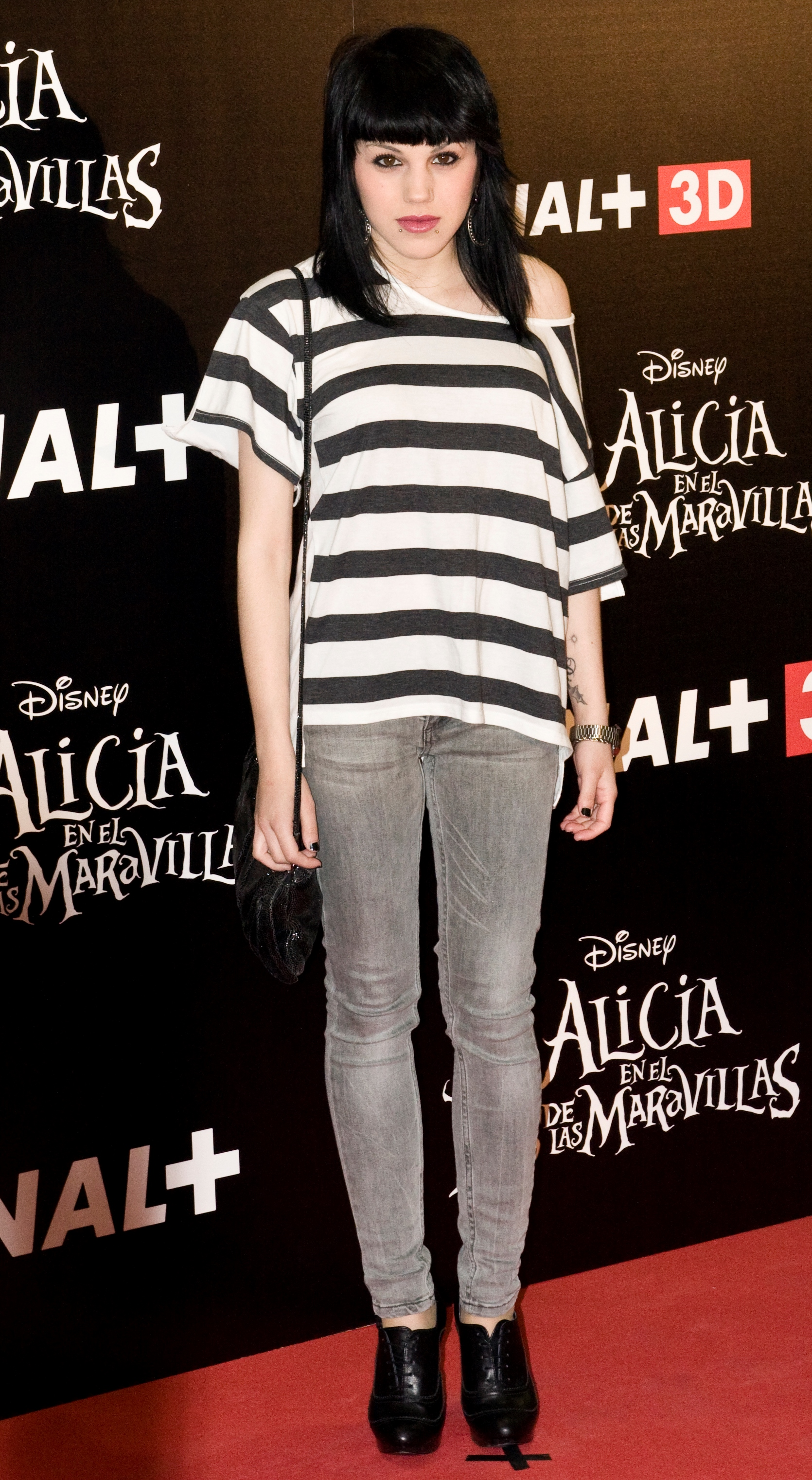
Angy Fernández (2010)

Angy Fernández (vollständiger Name: Ángela María Fernández González; * 5. Dezember 1990 in Palma) ist eine spanische Schauspielerin und Sängerin.
Sie war Gymnasiastin des IES Josep María Llompart in Palma, wo sie auch an Kursen für Klavier und Tanz teilnahm. 2007 war sie Finalistin beim spanischen X-Factor und veröffentlichte ihr erstes Album Sola en el silencio.

## Diskografie
- Sola en el silencio (2007)
- Física o Química (2010)

## Filmografie
- Cami De L'Exit, 2005
- Factor X, 2007
- Física o Química (2008–2011), Paola Blasco